# Бджолоїдка зелена
Бджолоїдка зелена, або щурка зелена (Merops persicus) — вид птахів роду Бджолоїдка (Merops) родини Бджолоїдкові (Meropidae).

## Таксономія
Довгий час бджолоїдку зелену, поширену в Євразії, відносили до політипного виду Merops superciliosus (sensu lato) — птаха, поширеного в Африці на південь від Сахари. Тому в літературі радянської доби та у виданнях недавнього часу бджолоїдку зелену називають науковою назвою Merops superciliosus (напр., Птахи фауни України, 2002), хоча в дійсності це окремий вид Merops persicus.
Цей вид нерідко розглядають як дуже близький до щурки філіппінської (Merops philippinus) зі Східної Азії, та щурки оливкової (Merops superciliosus) з Африки, з якими довгий час його вважали одним й тим самим видом (конспецифічним).
В межах виду розрізняють два підвиди:
- Merops persicus persicus — гніздиться в Азії, зимує у Східній та Південній Африці
- Merops persicus chrysocercus — гніздиться в північній Африці, зимує в Західній Африці.

## "Зелені щурки"
«Зеленою» називають також такі види бджолоїдок:
- Merops orientalis — «зелена» англійською мовою (англ. — «The Green Bee-eater» = зелена)
- Merops viridis — «зелена» в назві латиною (англ. — «Blue-throated Bee-eater» = синьогорла)
- Merops persicus — «зелена» за назвою у визначнику птахів України.

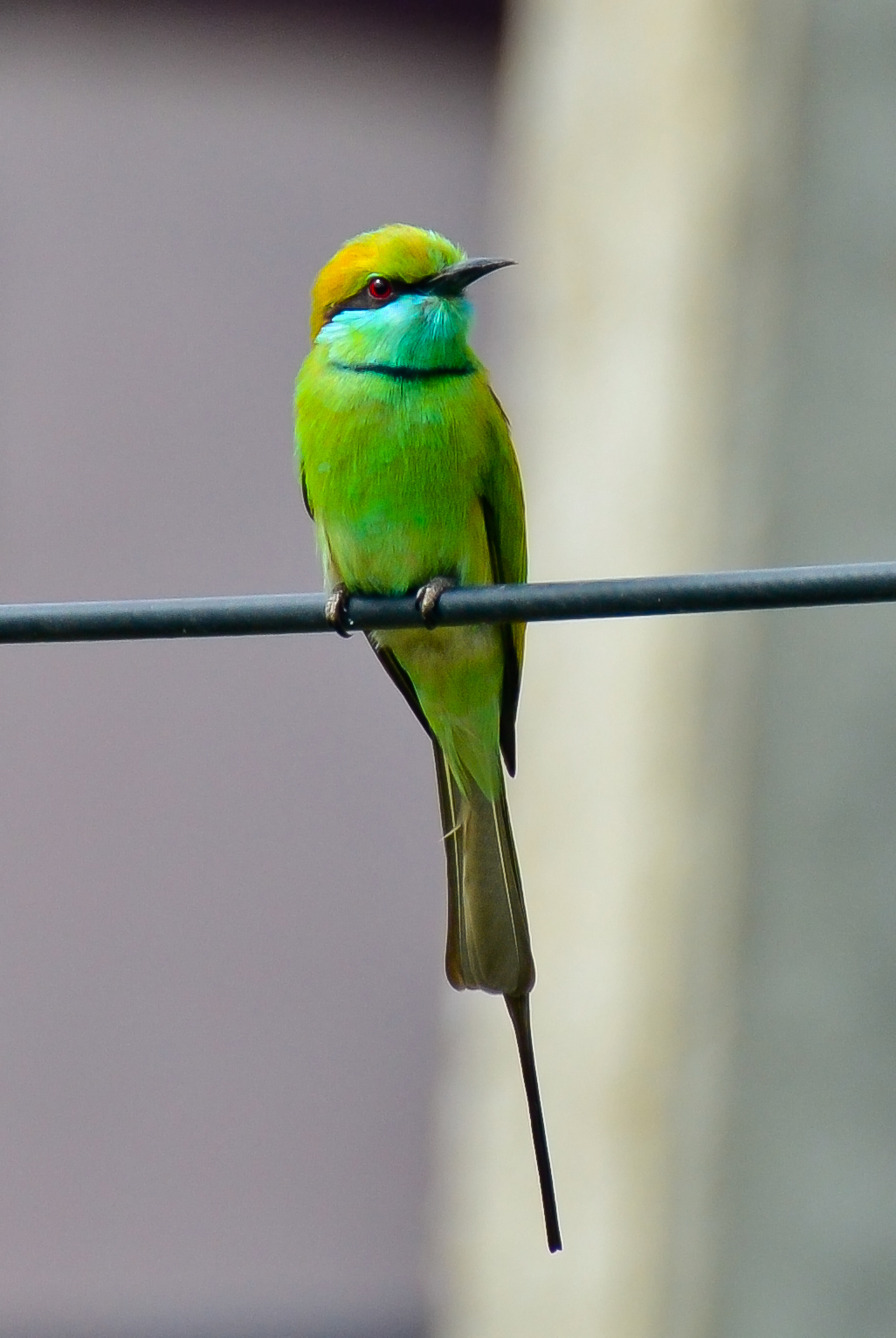
Merops orientalis
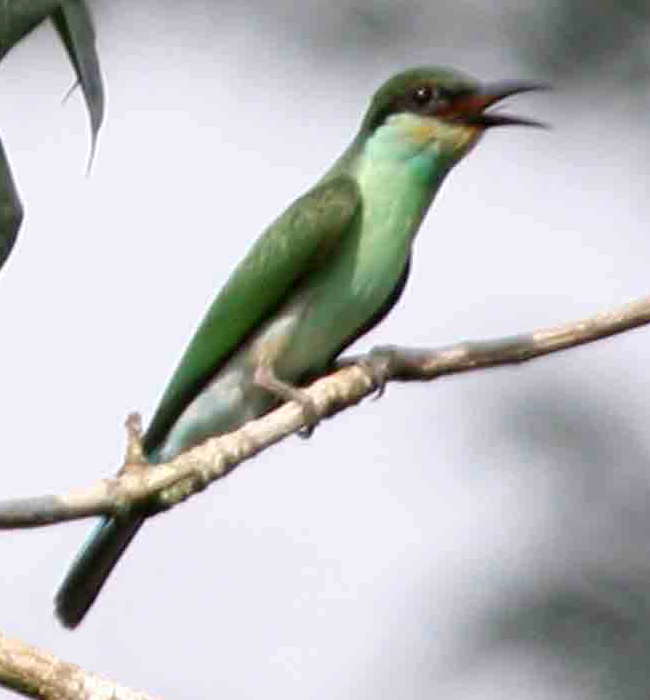
Merops viridis
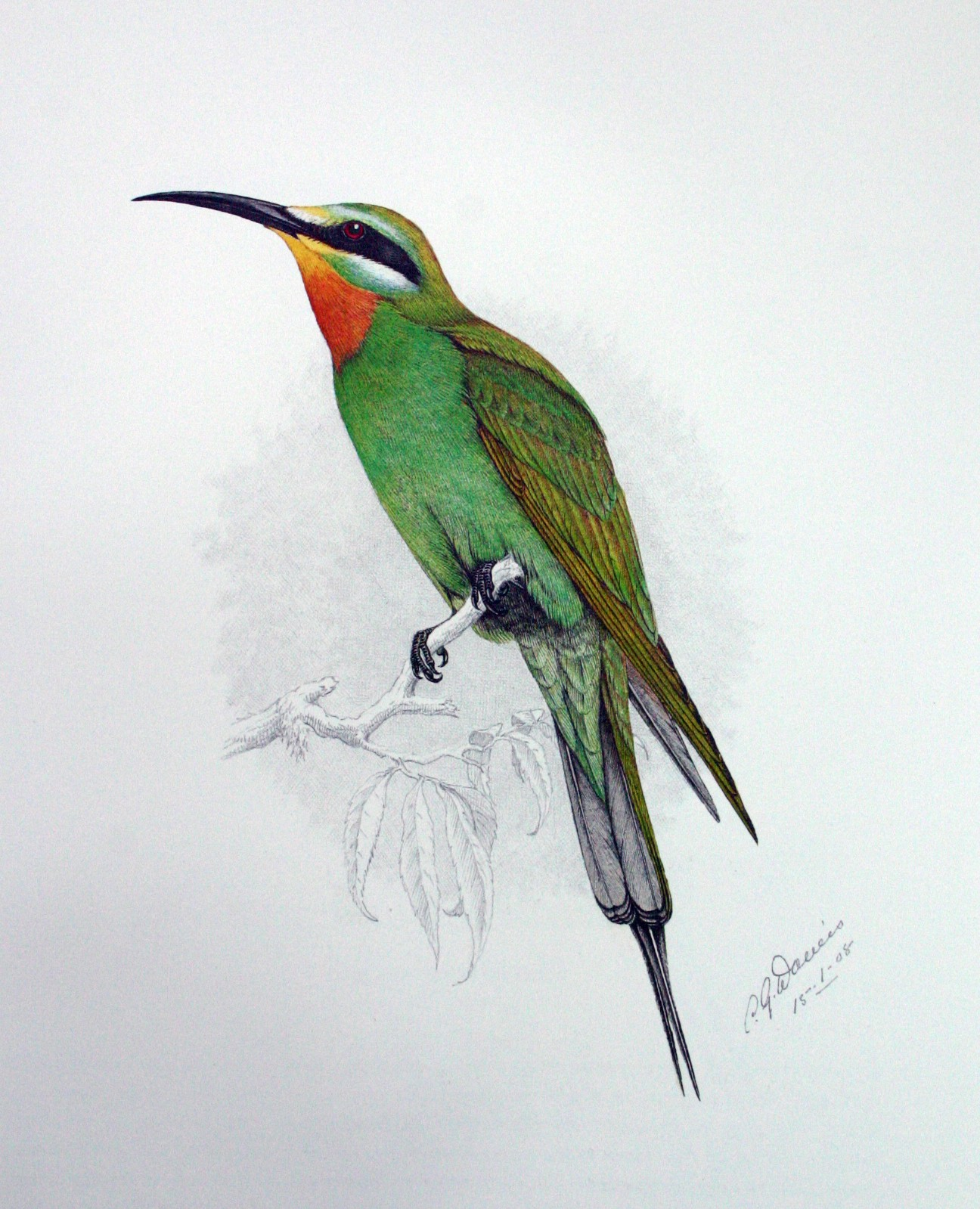
Merops persicus
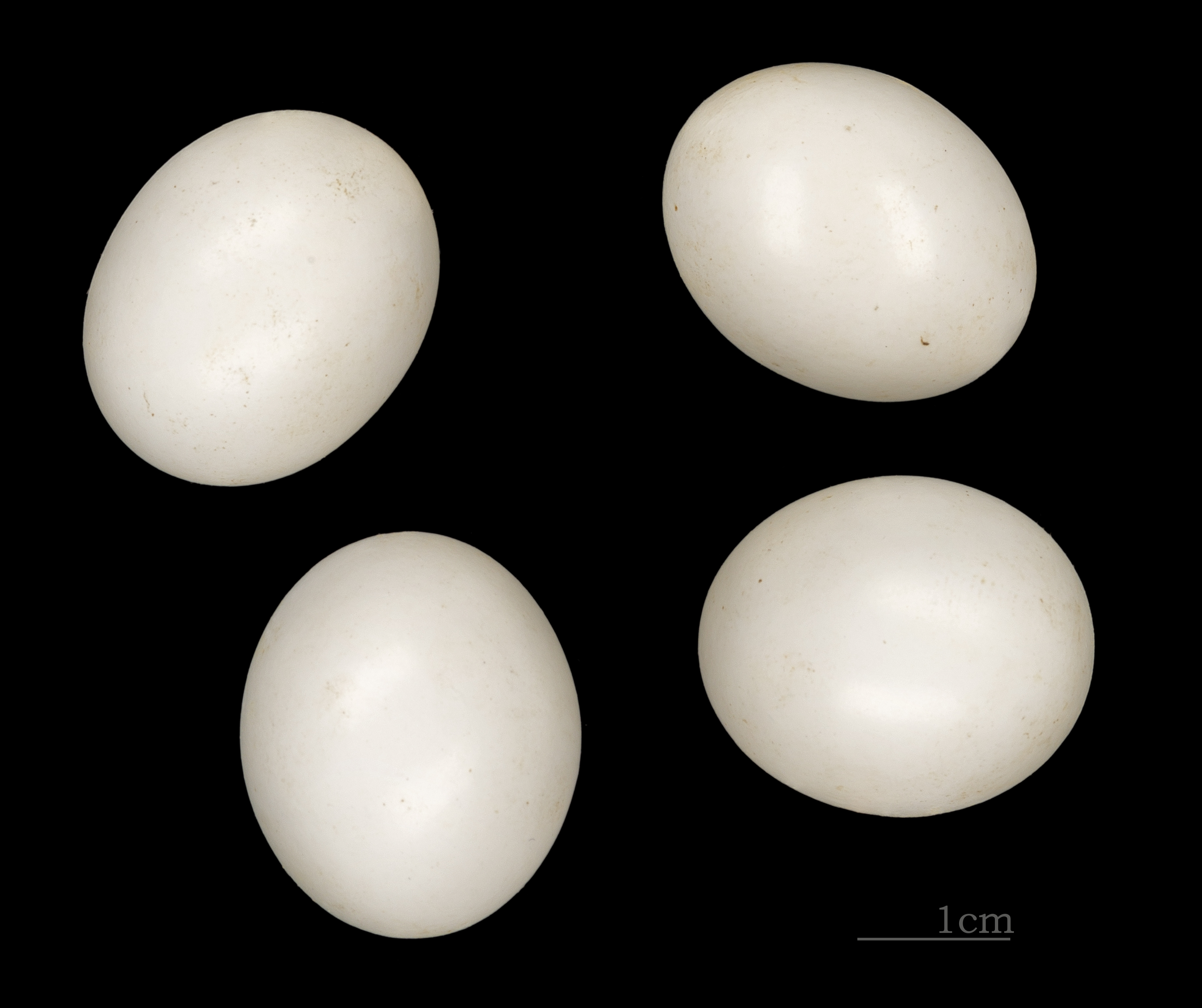

## Загальний опис

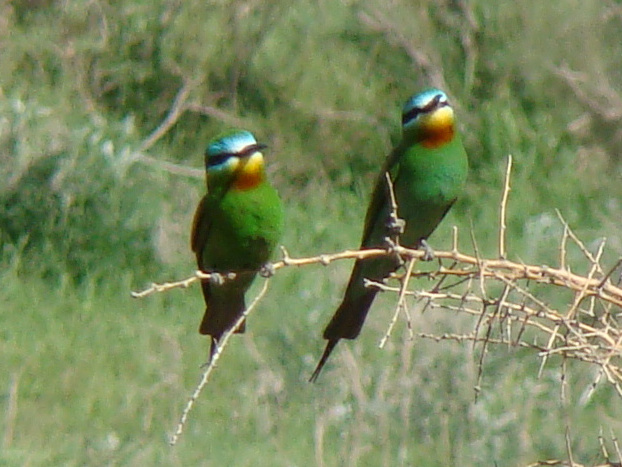
Пара щурок зелених біля гнізда

Бджолоїдка золотиста (Merops apiaster), з якою можна сплутати бджолоїдку зелену.

Маса тіла: близько 60 г, довжина тіла: 27-31 см, розмах крил: 46-49 см.
Оперення дорослого самця зелене, яскраве; лоб білий; через око проходить чорна смуга, по боках якої блакитний відтінок; підборіддя жовте; горло іржасто-руде; верх крил із бурим відтінком, спід — рудий; центральні стернові пера видовжені, загострені; дзьоб чорний; ноги червонувато-бурі.
Доросла самиця забарвлена менш яскраво; центральні стернові пера коротші.
Молодий птах подібний до дорослої самиці, але оперення з бурувато-вохристим відтінком; центральні стернові пера не видовжені.
Відмінності від схожих видів: від бджолоїдки золотистої (Merops apiaster) відрізняється майже суцільно зеленим забарвленням, а дорослий птах — також довшими центральними стерновими перами. У зелених щурок жовте забарвлення горла і зелекнувате грудей мають поступовий перехід, а у золотистих між ними є доволі чітка темна межа.
Варто пам'ятати, що молоді золотисті щурки мають також зеленкувате забарвлення з бурими надкрилами, яке надалі на череві синіє а поверх крил - стає яскраво-рудим і жовтим. У зеленої щурки крила зверху зелені.

## Поширення

Літній ареал Merops persicus: суцільна заливка - гніздовий ареал (за сайтом [МСОП], окремі значки - знахідки в літній час поза гніздовим ареалом (у т.ч. 5 знахідок в Україні)

Загалом є широкоареальним видом з високою чисельністю в місцях оселення.
Найпотужніші популяції відомі в дельті Нілу, в країнах Близького Сходу, на Арабському півострові, у Закавказзі, Середній Азії, і Ірані, Афганістані, Казахстані.
Найближчі до України знахідки відомі з Північного Кавказу та з Нижньої Волги.
Мапа з ареалом Merops persicus на сайті МСОП: >>> [Архівовано 21 жовтня 2013 у Wayback Machine.]
Цей вид зустрічається як рідкісний бродячий (вагрантний) вид на територіях, що лежать на північ від його основного гніздового ареалу, при цьому більшість особин-бродяг відмічено в Італії та Греції.
Зимують в Африці (див. карту на сайті МСОП >>> [Архівовано 21 жовтня 2013 у Wayback Machine.]).

## Статус в Україні

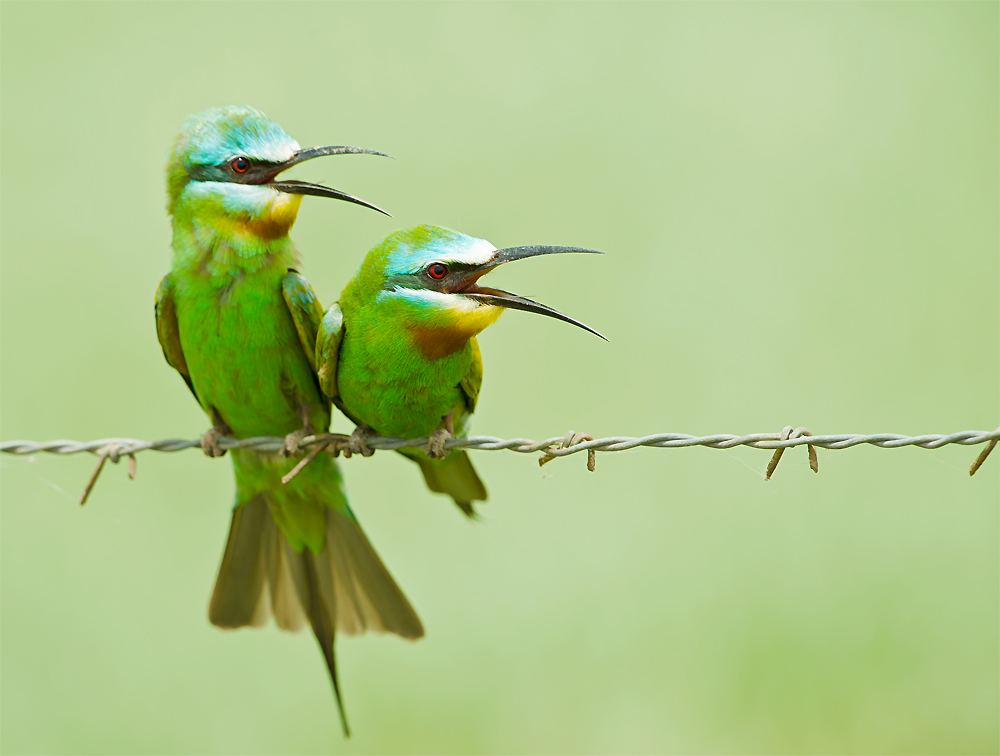
Бджолоїдка зелена (Merops persicus)

В Україні щурка зелена — рідкісний залітний птах, відомих тільки з території східних областей України, в межах степової смуги. Надає перевагу відкритим сухим місцевостям.

## Поведінка
Гніздяться колоніями. Риють нори в урвищах, берегах річок, кар'єрах.
Політ швидкий і легкий.
Звуки: крик «крі-крі-крі», який нагадує крик бджолоїдки золотистої, але нижчий за тональністю і різкіший.